# NGC 2206
NGC 2206 ist eine Balken-Spiralgalaxie vom Hubble-Typ SBbc im Sternbild Großer Hund südlich des Himmelsäquators. Sie ist schätzungsweise 272 Millionen Lichtjahre von der Milchstraße entfernt und hat einen Durchmesser von etwa 200.000 Lichtjahren.
Das Objekt wurde am 20. Januar 1835 vom britischen Astronomen John Herschel entdeckt.